# Karabutove, Konotop
Karabutove (în ucraineană Карабутове) este localitatea de reședință a comunei Karabutove din raionul Konotop, regiunea Sumî, Ucraina.

## Demografie
Componența lingvistică a localității Karabutove
     Ucraineană (99,8%)
     Alte limbi (0,2%)
Conform recensământului din 2001, majoritatea populației localității Karabutove era vorbitoare de ucraineană (99,8%), existând în minoritate și vorbitori de alte limbi.